# Potáplice malá
Potáplice malá (Gavia stellata) je monotypický druh potáplice, ptáka ze stejnojmenného řádu.

## Popis
Nejmenší z potáplic (délka těla 55–67 cm, rozpětí křídel 71–110 cm, hmotnost 1200–1600 g). Má štíhlý krk a ploché čelo, zobák při plavání směřuje mírně nahoru. Ve svatebním šatu má šedou hlavu a krk, vpředu na krku je rezavá skvrna. V prostém šatu je shora šedohnědá, zespodu bílá; ve srovnání s potáplici severní je bílá větší část krku, bílé zbarvení zasahuje i nad oko. Dožívá se až 20 let.

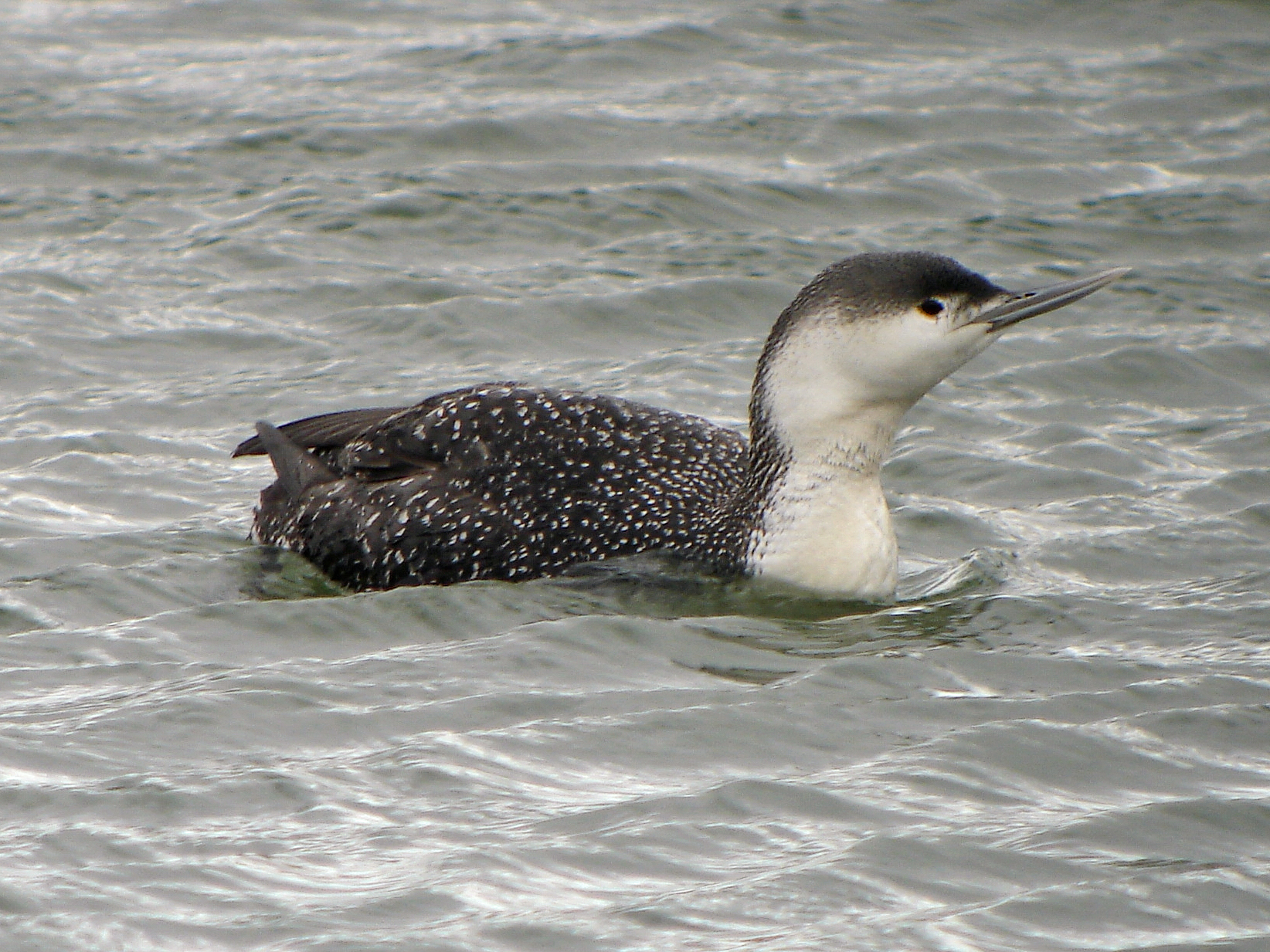
Potáplice malá v prostém šatu
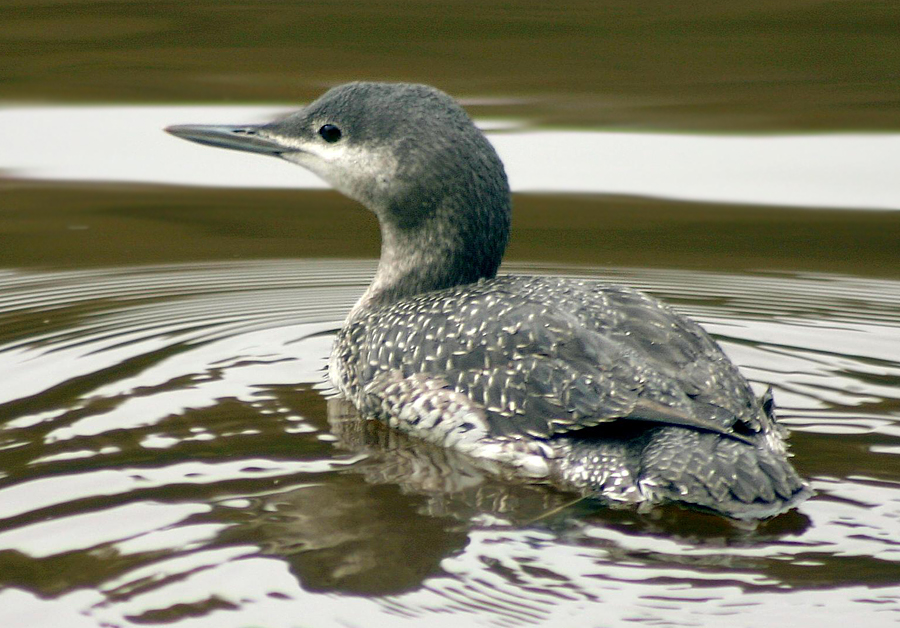
Mladý pták – tmavá barva na hlavě a krku zasahuje dále
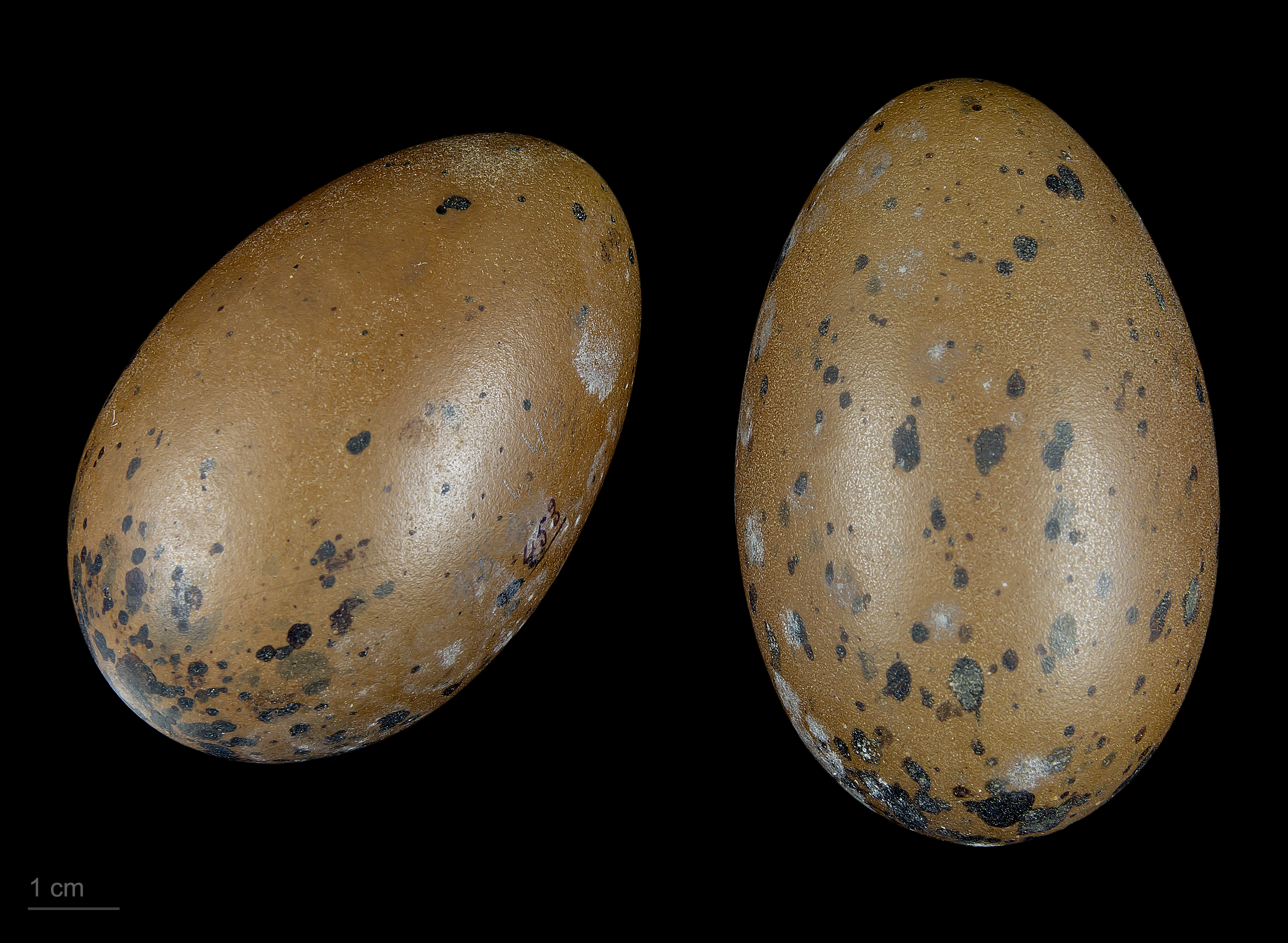
Vejce potáplice malé (Museum specimen)

## Rozšíření
Hnízdí především v arktických oblastech severní Eurasie a Severní Ameriky (severně od 50° s. š.), často na malých jezerech v tundře. Za potravou zaletuje na větší jezera nebo na moře. Tažná, zimuje na mořských pobřežích.
V České republice se vyskytuje pravidelně, avšak řídce během tahu na větších vodách, převážně jednotlivě.

## Potrava
Stejně jako ostatní druhy potáplic se i potáplice malá živí hlavně rybami, občas se však v její potravě objevují také měkkýši, korýši, žáby, hmyz nebo dokonce různý rostlinný materiál. Pro potravu se většinou potápí (hloubka ponoru 2–9 m, délka průměrně asi 1 minutu).

## Hnízdění
Monogamní druh, tvoří trvalé páry. Hnízdo je mělký důlek v zemi nebo hromada z rostlinného materiálu blízko vody. V jedné snůšce bývají 2 (výjimečně i 1 nebo 3) hnědavá, černě skvrnitá vejce. Na jejich inkubaci, trvající 24–29 dnů, se podílí převážně samice. Mláďata jsou prekociální a hnízdo opouští krátce po vylíhnutí. Zpočátku jsou oběma rodiči krmena malými bezobratlými, později rybami. Nezávislá jsou po 38–48 dnech.